# 德米特羅·帕夫利奇科
德米特羅·瓦西廖維奇·帕夫利奇科（烏克蘭語：Дмитро Васильович Павличко；1929年9月28日—2023年1月29日），烏克蘭詩人、翻譯家、编剧、文化學者、政治家。

## 小傳
1929年9月28日，德米特羅·瓦西廖維奇·帕夫利奇科生於斯托普恰季夫村的伐木工家庭。該村莊位於喀尔巴阡山脉附近，約略在今天的伊万诺-弗兰科夫斯克州科西夫区的亞布盧尼夫镇附近。
帕夫利奇科小學就讀於亞布盧尼夫的波蘭語學校，之後在科洛米亞烏克蘭中學繼續深造，最後進入亞布盧尼夫中學。16岁時，帕夫利奇科加入了烏克蘭反抗軍，旋即在1945年於蘇聯的监狱，服了12個月的刑期，直到1946年才被釋放。 安德烈·马利什科事後諷刺他是「班德拉派肉汤厨师」。 
1953年，帕夫利奇科從利沃夫大學的语言学系畢業，并在《Zhovten》（现《Dzvin》）杂志工作。他隨後搬到基輔，他在乌克兰国家作家联盟办公室工作，并于1971年到1978 年，担任《宇宙》（Vsesvit）杂志编辑。
帕夫利奇科1953年，發表了在苏联时期的诗歌作品第一部作品《爱与恨》，並在和審查制度妥協下，将自己描繪為宣传家和民间活动家。他憑著該作品，于1977年荣获舍甫琴科国家奖。
帕夫利奇科除了创作自己的诗歌外，还翻译了但丁·阿利吉耶里、弗朗切斯科·彼特拉克、米开朗基罗、威廉·莎士比亚、何塞·马蒂和尼古拉·瓦普萨洛夫等人的诗歌。此外，很多歌曲也使用了帕夫利奇科的作品。其中以「Two Colours」最為出名。

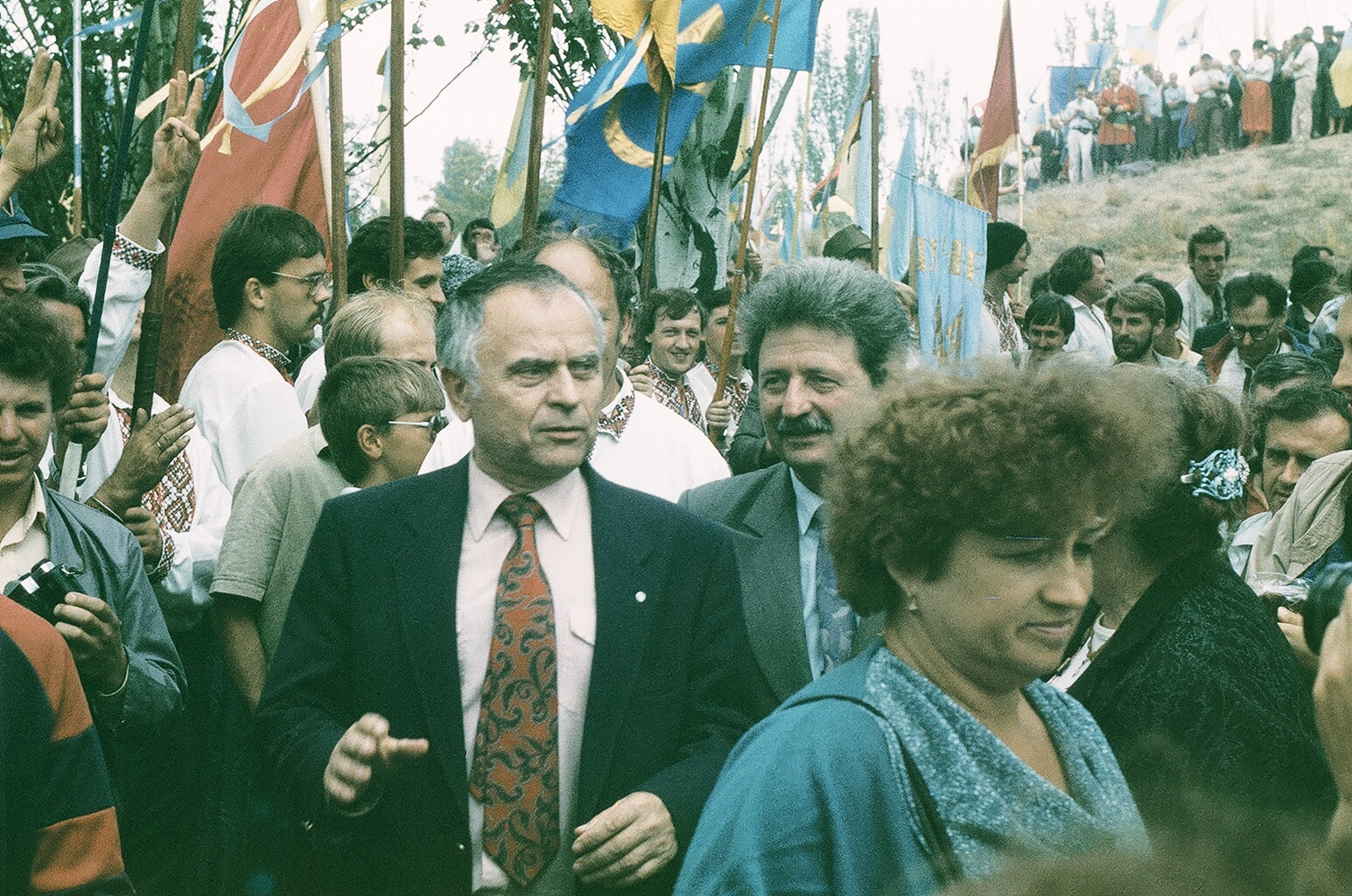
帕夫利奇科與米哈伊洛·米科拉約維奇·霍林在卡普利夫卡村慶祝扎波羅熱哥薩克500週年

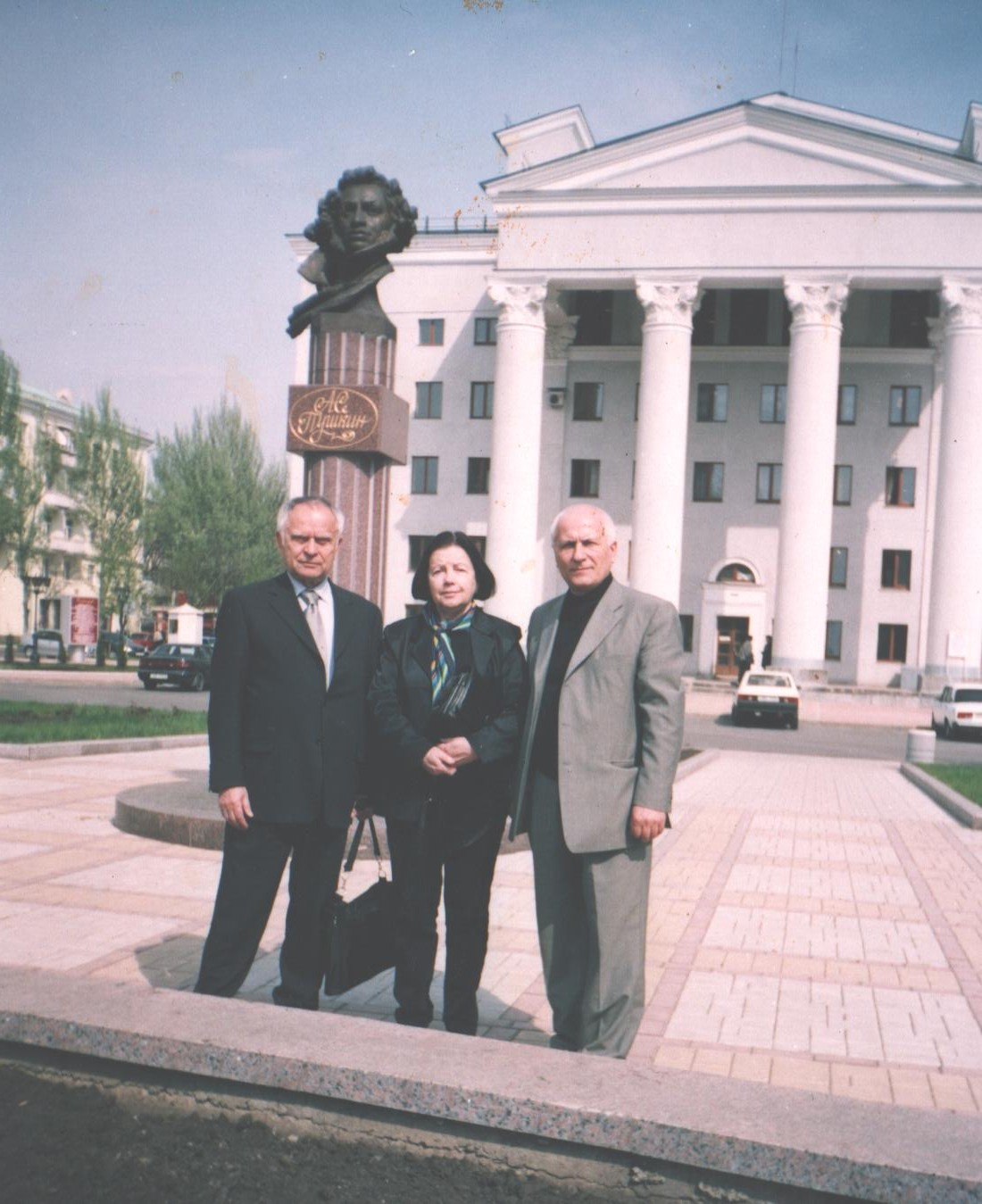
帕夫利奇科和他的妻子博赫達娜在頓內茨克。右邊為弗拉基米尔·比列茨基教授

1980年代末，帕夫利奇科創立烏克蘭人民運動、参与Prosvita协会，同時還舉辦了1990年扎波罗热国家成立 500 周年庆典。另外，他积极参与制定1991年8月24日批准的乌克兰独立宣言的相關活動。 1990 年代，帕夫利奇科担任乌克兰驻波兰和斯洛伐克大使，並于1990年至1999年以及2005年，当选为乌克兰议会议员。帕夫利奇科是利沃夫大学和华沙大学的荣誉科学博士，以及國立基輔莫希拉大學的教授。
2019年10月24日，乌克兰国家文学博物馆举办了帕夫利奇科90周年诞辰晚会、並展出了雅罗斯拉夫·瓦尔出版社出版的回忆录第五卷和第六卷（最后一卷）。
2023年1月29日，帕夫利奇科在基辅去世，享年93岁，并于1月31日安葬在他斯托普查蒂夫村的家鄉。 

## 奖项
- 劳动红旗勋章 (1960)
- 荣誉勋章 (1967)
- 谢甫琴科文学奖 (1977)
- 各民族人民友谊勋章 (1979)
- 國際波特夫奖 (1986)
- 烏克蘭功績獎章, 3rd class (1997)
- 智者雅羅斯拉夫王子勛章, 5th class (1999)
- 安東諾維奇獎 (2004)
- 烏克蘭英雄 (2004)
- 智者雅羅斯拉夫王子勛章, 4th class (2009)
- 乌克兰自由勋章 (2015)

## 出版作品
- Lyubov i nenavist（《爱与恨》），1953。
- Moya zemlya（《我的土地》），1953 年。
- Chorna nytka（《黑线》），1958 年。
- Pravda klyche（《真理在召唤》），1958 年。
- Granoslov（《格拉诺斯洛夫》），1968 年。
- Sonety podilskoy oseny（《Podillian 秋季十四行诗》），1973 年。
- Taemnytsya tvogo oblychchia（《你的脸之谜》），1974 年，1979 年。
- Magistralyamy slova（《通过文字的高速公路》），文学评论，1978 年。
- Nad glybynamy（《在深处》），文学评论，1984 年。
- Spiral （《螺旋》），1984 年。
- Poemy i pritchi（《诗歌与寓言》），1986 年。
- Bilya muzhniogo slova（《勇敢的词语旁边》），文学评论，1988 年。
- Pokayanni 诗篇（《悔改诗篇》），1994 年。
- 世界十四行诗（译本），1983 年。

## 著書
- Dmytro Vasylovych Pavlychko. (2004). Ukrainska Natsionalna Ideia : Statti, Vystupy, Interv'iu, Dokumenty, Vyd-vo Solomii Pavlychko Osnovy. ISBN 978-966-500-124-9.
- Dmytro Vasylovych Pavlychko. (2002). Naperstok : Poezii, Vyd-vo Solomii Pavlychko Osnovy. ISBN 978-966-500-227-7ISBN 978-966-500-227-7.
- Dmytro Vasylovych Pavlychko. (2002). Ukrainska Natsionalna Ideia, Vydavnychyi dim KM Akademiia. ISBN 978-966-518-172-9ISBN 978-966-518-172-9.
- Dmytro Vasylovych Pavlychko. (1988). Bilia Muzhnoho Svitla : Literaturno-Krytychni Statti, Spohady, Vystupy, Rad. pysmennyk. ISBN 978-5-333-00026-2ISBN 978-5-333-00026-2.